# Суперкуп Србије у рукомету
Суперкуп Србије у рукомету је национално рукометно такмичење у Србији. То је утакмица између првака државе и победника купа у претходној сезони. Уколико је исти тим освојио оба такмичења, супротставља му се финалиста купа. Суперкуп Србије је уведен 2009. године, а први победник била је екипа Партизана. Најтрофејнији клуб у овом такмичењу је новосадска Војводина, која је до сада тријумфовала осам пута.

## Досадашња издања
| Датум                                                 | Дворана                           | Победник           | Резултат | Финалиста      |
| ----------------------------------------------------- | --------------------------------- | ------------------ | -------- | -------------- |
| 15. септембар 2009.                                   | СРЦ Шумадија, Аранђеловац         | Партизан (1)       | 25 : 23  | Колубара       |
| Суперкуп Србије за 2010. годину није одигран.         |                                   |                    |          |                |
| 7. септембар 2011.                                    | Дворана Смедерево, Смедерево      | Партизан (2)       | 25 : 24  | Војводина      |
| 12. септембар 2012.                                   | СРЦ Шумадија, Аранђеловац         | Партизан (3)       | 26 : 17  | Спартак Војпут |
| 4. септембар 2013.                                    | СРЦ Шумадија, Аранђеловац         | Војводина (1)      | 26 : 22  | Партизан       |
| 17. септембар 2014.                                   | СРЦ Шумадија, Аранђеловац         | Војводина (2)      | 40 : 22  | Железничар Ниш |
| 11. новембар 2015.                                    | СРЦ Шумадија, Аранђеловац         | Војводина (3)      | 24 : 18  | Спартак Војпут |
| 17. децембар 2016.                                    | СКЦ Обреновац, Обреновац          | Војводина (4)      | 25 : 22  | Металопластика |
| 16. септембар 2017.                                   | СРЦ Шумадија, Аранђеловац         | Црвена звезда (1)  | 25 : 24  | Војводина      |
| 30. септембар 2018.                                   | Хала спортова Мионица, Мионица    | Војводина (5)      | 26 : 20  | Железничар Ниш |
| 17. септембар 2019.                                   | Хала спортова Мионица, Мионица    | Војводина (6)      | 25 : 23  | Динамо Панчево |
| Суперкуп Србије за 2020. и 2021. годину није одигран. |                                   |                    |          |                |
| 9. септембар 2022.                                    | Хала Лагатор, Лозница             | Металопластика (1) | 29 : 28  | Војводина      |
| 4. фебруар 2024.                                      | СЦ Вождовац, Београд              | Војводина (7)      | 32 : 22  | Динамо Панчево |
| 12. септембар 2024.                                   | Спортска дворана Борик, Бања Лука | Војводина (8)      | 24 : 22  | Партизан       |

### Успешност клубова
| Клуб           | Победник                                           | Финалиста            |
| -------------- | -------------------------------------------------- | -------------------- |
| Војводина      | 8 (2013, 2014, 2015, 2016, 2018, 2019, 2023, 2024) | 3 (2011, 2017, 2022) |
| Партизан       | 3 (2009, 2011, 2012)                               | 2 (2013, 2024)       |
| Металопластика | 1 (2022)                                           | 1 (2016)             |
| Црвена звезда  | 1 (2017)                                           | —                    |
| Спартак Војпут | —                                                  | 2 (2012, 2015)       |
| Железничар Ниш | —                                                  | 2 (2014, 2018)       |
| Динамо Панчево | —                                                  | 2 (2019, 2023)       |
| Колубара       | —                                                  | 1 (2009)             |